# 鄒應泗
鄒應泗（？—？），陝西鳳翔府鳳翔縣人，清朝政治人物。
康熙九年（1670年）庚戌科進士，康熙十九年（1680年）任雲陽縣知縣。